# Andreas Bobola

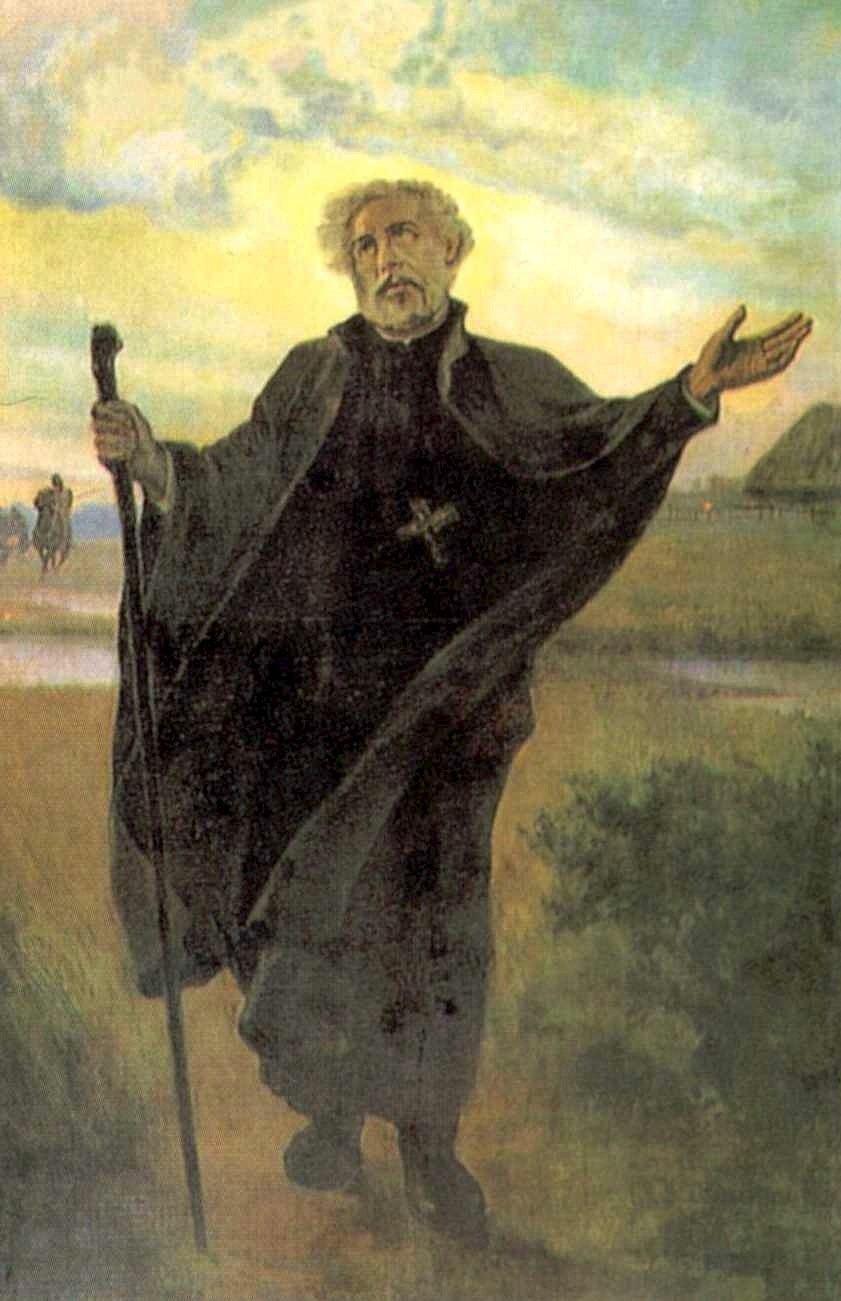
Andreas Bobola

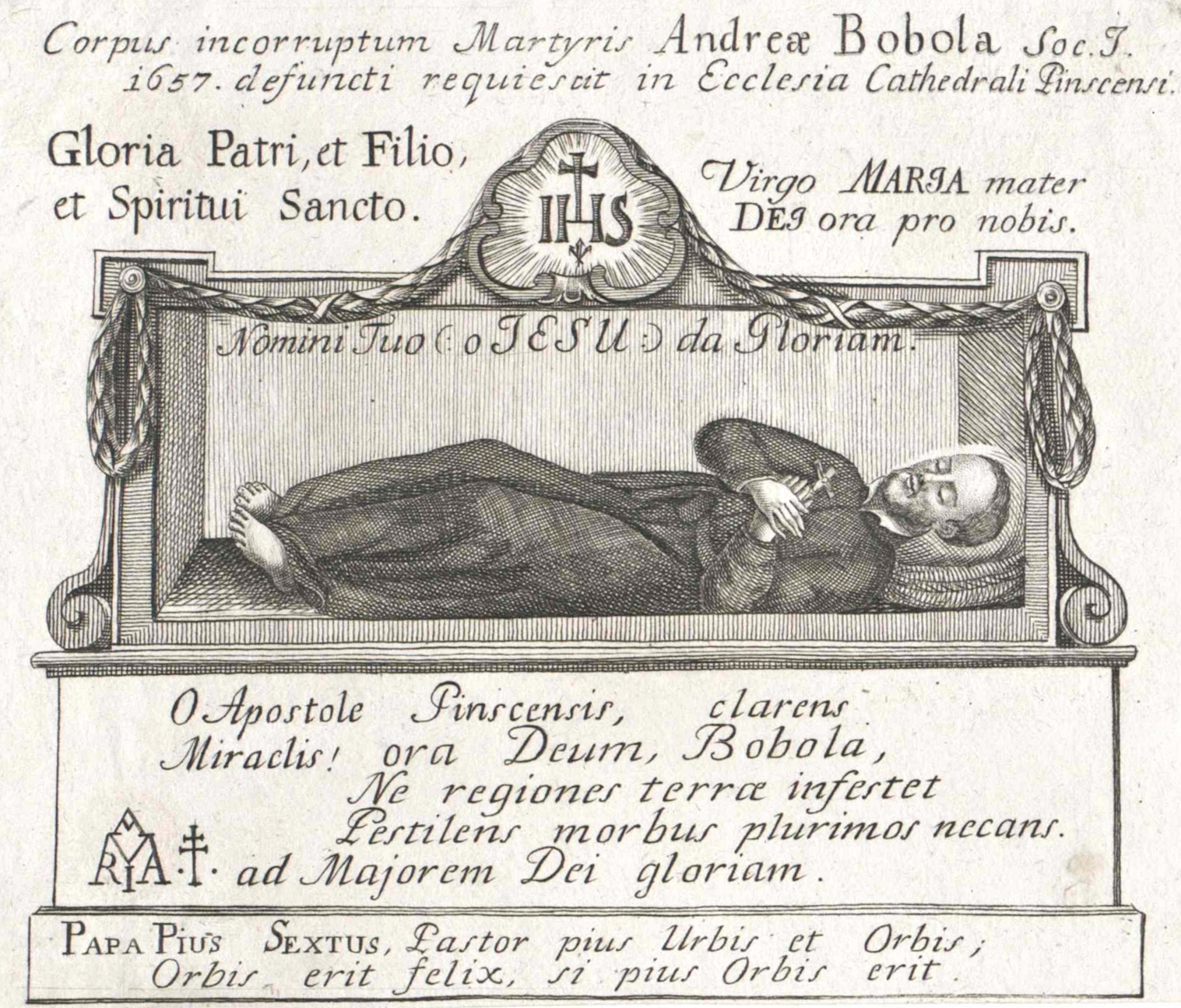
Schrein mit dem Leib des Heiligen in der Kathedrale von Pinsk, Stich, 18. Jahrhundert

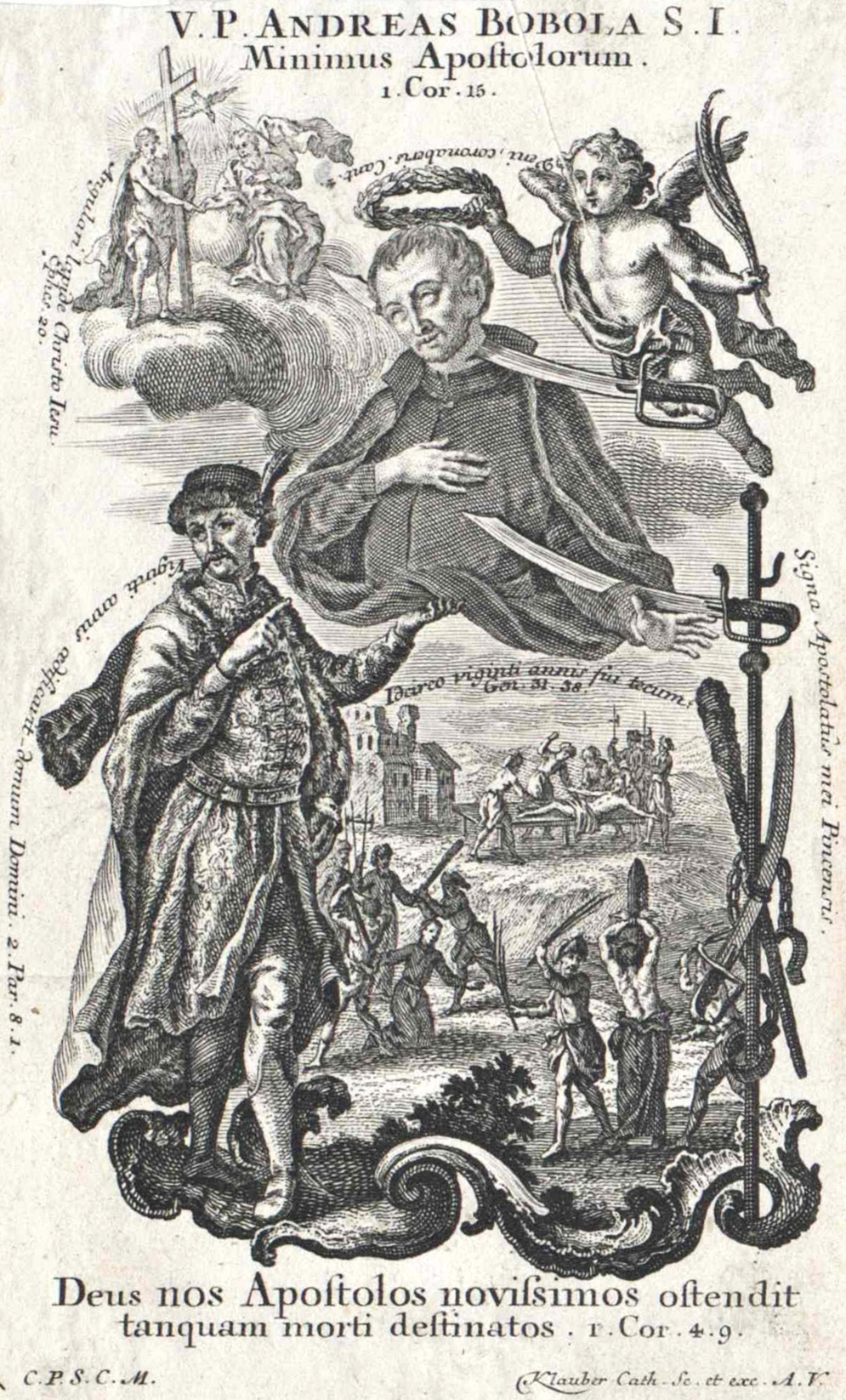
Andachtsbild um 1750, mit dem Martyrium des Heiligen

Der heilige Märtyrer Andreas Bobola (polnisch: Andrzej Bobola, * 1591 in Strachocina; † 16. Mai 1657 in Janów Poleski, heute Belarus) war ein polnischer Jesuit aus einer altadeligen ostpolnischen Familie, der vor allem im heutigen Belarus und in der Ukraine wirkte.

## Leben
Sein Vater war Pächter eines Staatsgutes in West-Galizien. In den Jahren 1606 bis 1611 studierte Andreas am Jesuitenkolleg des Lyceum Hosianum in Braunsberg, wonach er dem Jesuitenorden in Wilna beitrat. Am 13. Juli 1613 legte er das Ordensgelübde ab und 1623 empfing er die Priesterweihe. Danach war er Pfarrer in Nieśwież und später bis 1630 Prediger und Beichtvater an der Kirche zum heiligen Kasimir im litauischen Wilna.
In den nächsten Jahren arbeitete Bobola als Superior des Jesuitenklosters in Babrujsk und später bis 1642 als Prediger in Warschau, Płock und Łomża. 1652 ging er nach Pinsk, wo er schon früher, 1642 bis 1646, tätig gewesen war. Als feuriger Prediger bekannt, versuchte er die dortigen Orthodoxen zum Katholizismus zu bekehren. Bobola wurde 1657, während des Chmelnyzkyj-Aufstandes, von den Kosaken in Janów Poleski ermordet. 

## Verehrung
Im Jahre 1853 fand unter Pius IX. seine Seligsprechung und am 17. April 1938 durch Papst Pius XI. seine Heiligsprechung statt.
Bobolas Leiche (erst 1702 aufgefunden) hat sich bis heute sehr gut erhalten. Sie wurde zuerst in der Jesuitenkirche von Pinsk, dann in der zu Polazk bestattet, 1922 von den Bolschewiki entfernt und als eine Kuriosität im Museum der Hygiene in Moskau ausgestellt und schließlich nach Verhandlungen von Edmund Aloysius Walsh 1924 im Austausch für Weizen an den Vatikan übergeben.
1938, anlässlich der Heiligsprechung, wurde sie nach Warschau überführt. Seit 1988 ruht Andreas Bobola in einem eigens für ihn erbauten Sanktuarium in der polnischen Hauptstadt.
Zum 300. Todestag des heiligen Andreas Bobola wurde am 16. Mai 1957 von Papst Pius XII. die Enzyklika Invicti athletae Christi (lat.: „Der unbesiegte Wettkämpfer für Christus“) veröffentlicht.
Seit 2002 ist er einer der sogenannten „minderen“ Schutzheiligen Polens und Schutzheiliger des Erzbistums Warschau und der Diözese Ermland-Masuren. Mehrere von den Lutheranern nach 1945 übernommene, heute katholische Kirchen in Schlesien und der ehemaligen Provinz Posen tragen heute seinen Namen. 
Die Pfarrkirche in Königsdorf, einem Stadtteil von Frechen, wurde nach dem Heiligen benannt.